# بلسور سفلي
بلسور سفلي هي قرية في مقاطعة خوي، إيران. عدد سكان هذه القرية هو 1,053 في سنة 2006.